# 市川茂樹
市川 茂樹（いちかわ しげき、1947年7月1日 - ）は、日本の弁護士。札幌弁護士会会長、北海道弁護士会連合会理事長、日本弁護士連合会副会長、北海道電力取締役等を務めた。

## 人物・経歴
北海道広尾郡大樹町及び帯広市出身。1971年北海道大学法学部卒業。1974年弁護士登録。2000年札幌弁護士会会長。2001年北海道弁護士会連合会理事長。2003年日本弁護士連合会副会長。2009年日本弁護士政治連盟副理事長。2011年には北海道電力泊発電所に関する「やらせメール」事件を受け、第三者委員会委員長として再発防止策の取りまとめにあたった。2012年北海道電力監査役。2016年北海道電力取締役。